# Danh sách cầu thủ tham dự giải vô địch bóng đá U-17 châu Âu 2015
Dưới đây là danh sách đội hình các đội bóng tham dự Giải vô địch bóng đá U-17 châu Âu 2015 ở Bulgaria. Mỗi đội tuyển tham gia phải đăng ký đội hình 18 người sinh sau ngày 1 tháng 1 năm 1998.
Cầu thủ in đậm đã từng thi đấu cho đội tuyển quốc gia.

## Bảng A

### Áo
Huấn luyện viên:  Manfred Zsak
| Số | VT | Cầu thủ           | Ngày sinh (tuổi)            | Trận | Bàn | Câu lạc bộ                |
| -- | -- | ----------------- | --------------------------- | ---- | --- | ------------------------- |
| 1  | TM | Fabian Ehmann     | 28 tháng 8, 1998 (16 tuổi)  |      |     | Sturm Graz                |
| 4  | HV | Boris Basara      | 22 tháng 2, 1998 (17 tuổi)  |      |     | Admira Wacker             |
| 5  | HV | Raphael Nageler   | 18 tháng 5, 1998 (16 tuổi)  |      |     | AKA WAC Pellets           |
| 6  | HV | Aleksandar Skrbic | 29 tháng 10, 1998 (16 tuổi) |      |     | Rapid Wien                |
| 7  | TV | Albin Ramadani    | 15 tháng 1, 1998 (17 tuổi)  |      |     | SV Ried Amateure/Neuhofen |
| 8  | TV | Kevin Danso       | 19 tháng 9, 1998 (16 tuổi)  |      |     | FC Augsburg               |
| 9  | TĐ | Arnel Jakupovic   | 29 tháng 5, 1998 (16 tuổi)  |      |     | Áo Wien                   |
| 10 | TV | Samuel Oppong     | 12 tháng 5, 1998 (16 tuổi)  |      |     | Rapid Wien                |
| 12 | TĐ | Oliver Filip      | 15 tháng 1, 1998 (17 tuổi)  |      |     | Red Bull Salzburg         |
| 13 | TV | Anes Omerovic     | 20 tháng 5, 1998 (16 tuổi)  |      |     | Aston Villa               |
| 14 | TV | Maximilian Wöber  | 4 tháng 2, 1998 (17 tuổi)   |      |     | Rapid Wien                |
| 15 | HV | Paul Sahanek      | 8 tháng 9, 1998 (16 tuổi)   |      |     | Rapid Wien                |
| 16 | HV | Jan Heilmann      | 16 tháng 3, 1998 (17 tuổi)  |      |     | Rapid Wien                |
| 17 | HV | Niklas Kölbl      | 3 tháng 4, 1998 (17 tuổi)   |      |     | SV Ried                   |
| 18 | HV | Florian Prirsch   | 11 tháng 9, 1998 (16 tuổi)  |      |     | Dornbirn                  |
| 19 | TĐ | Patrick Schmidt   | 22 tháng 7, 1998 (16 tuổi)  |      |     | Admira Wacker             |
| 20 | TV | Sandi Lovrić      | 28 tháng 3, 1998 (17 tuổi)  |      |     | Sturm Graz                |
| 21 | TM | Dominik Krischke  | 21 tháng 5, 1998 (16 tuổi)  |      |     | Áo Wien                   |

Nguồn:

### Bulgaria
Huấn luyện viên:  Aleksandar Dimitrov
| Số | VT | Cầu thủ            | Ngày sinh (tuổi)            | Trận | Bàn | Câu lạc bộ         |
| -- | -- | ------------------ | --------------------------- | ---- | --- | ------------------ |
| 1  | TM | Daniel Naumov      | 29 tháng 3, 1998 (17 tuổi)  |      |     | Ludogorets Razgrad |
| 2  | HV | Dimitar Savov      | 9 tháng 9, 1998 (16 tuổi)   |      |     | Slavia Sofia       |
| 3  | HV | Danail Ivanov      | 7 tháng 8, 1998 (16 tuổi)   |      |     | DIT Sofia          |
| 4  | TV | Radoslav Dimitrov  | 3 tháng 7, 1998 (16 tuổi)   |      |     | CSKA Sofia         |
| 5  | HV | Kristiyan Slavov   | 23 tháng 5, 1998 (16 tuổi)  |      |     | CSKA Sofia         |
| 6  | TĐ | Georgi Rusev       | 2 tháng 7, 1998 (16 tuổi)   |      |     | Dit Sofia          |
| 7  | TV | Aleks Borimirov    | 13 tháng 5, 1998 (16 tuổi)  |      |     | Levski Sofia       |
| 8  | TV | Georgi Yanev       | 4 tháng 1, 1998 (17 tuổi)   |      |     | Levski Sofia       |
| 9  | TĐ | Valentin Yoskov    | 5 tháng 6, 1998 (16 tuổi)   |      |     | Cherno More Varna  |
| 10 | TV | Iliyan Stefanov    | 20 tháng 9, 1998 (16 tuổi)  |      |     | Levski Sofia       |
| 11 | TĐ | Svetoslav Kovachev | 14 tháng 3, 1998 (17 tuổi)  |      |     | Ludogorets Razgrad |
| 12 | TM | Dimitar Sheytanov  | 5 tháng 5, 1998 (17 tuổi)   |      |     | Levski Sofia       |
| 13 | TV | Asen Chandarov     | 13 tháng 11, 1998 (16 tuổi) |      |     | Dit Sofia          |
| 14 | HV | Mateo Stamatov     | 22 tháng 3, 1999 (16 tuổi)  |      |     | Espanyol           |
| 15 | HV | Petko Hristov      | 1 tháng 3, 1999 (16 tuổi)   |      |     | Slavia Sofia       |
| 16 | TV | Georgi Chukalov    | 25 tháng 2, 1998 (17 tuổi)  |      |     | Lokomotiv Plovdiv  |
| 17 | HV | Pavel Golovodov    | 28 tháng 6, 1998 (16 tuổi)  |      |     | CSKA Sofia         |
| 18 | TĐ | Tonislav Yordanov  | 27 tháng 11, 1998 (16 tuổi) |      |     | Litex Lovech       |

Nguồn:

### Croatia
Huấn luyện viên: Dario Bašić
| Số | VT | Cầu thủ          | Ngày sinh (tuổi)  | Trận | Bàn | Câu lạc bộ    |
| -- | -- | ---------------- | ----------------- | ---- | --- | ------------- |
| 1  | TM | Adrian Šemper    | 12 tháng 1, 1998  | 8    | 0   | Dinamo Zagreb |
| 2  | HV | Matej Hudećek    | 27 tháng 12, 1998 | 8    | 0   | Dinamo Zagreb |
| 3  | HV | Borna Sosa       | 21 tháng 1, 1998  | 11   | 1   | Dinamo Zagreb |
| 4  | HV | Martin Erlić     | 24 tháng 1, 1998  | 5    | 1   | Parma         |
| 5  | HV | Branimir Kalaica | 1 tháng 6, 1998   | 10   | 0   | Dinamo Zagreb |
| 6  | HV | Vinko Soldo      | 15 tháng 2, 1998  | 10   | 1   | Dinamo Zagreb |
| 7  | TV | Josip Brekalo    | 23 tháng 6, 1998  | 15   | 8   | Dinamo Zagreb |
| 8  | TV | Neven Đurasek    | 15 tháng 8, 1998  | 4    | 0   | Varaždin      |
| 9  | TĐ | Karlo Majić      | 3 tháng 3, 1998   | 10   | 3   | Dinamo Zagreb |
| 10 | TV | Nikola Moro      | 12 tháng 3, 1998  | 8    | 4   | Dinamo Zagreb |
| 11 | TV | Davor Lovren     | 3 tháng 10, 1998  | 11   | 3   | Dinamo Zagreb |
| 12 | TM | Ivan Nevistić    | 31 tháng 7, 1998  | 3    | 0   | Osijek        |
| 13 | HV | Mihael Briški    | 2 tháng 1, 1999   | 0    | 0   | Dinamo Zagreb |
| 14 | TV | Dino Halilović   | 8 tháng 2, 1998   | 0    | 0   | Barcelona     |
| 15 | TV | Saša Urošević    | 26 tháng 1, 1999  | 0    | 0   | Istra 1961    |
| 16 | HV | Marko Gjira      | 5 tháng 5, 1999   | 3    | 0   | Dinamo Zagreb |
| 17 | TĐ | Matko Babić      | 28 tháng 7, 1998  | 0    | 0   | Lokomotiva    |
| 18 | TĐ | Adrian Blečić    | 8 tháng 3, 1998   | 5    | 4   | Dinamo Zagreb |
| 19 | TV | Adrian Zenko1    | 4 tháng 4, 1998   | 5    | 4   | Dinamo Zagreb |

1. ^ Adrian Zenko được triệu tập vào giải đấu vì chấn thương của Martin Erlić.

### Tây Ban Nha
Huấn luyện viên:  Santiago Denia

| Số | VT | Cầu thủ                | Ngày sinh (tuổi)           | Trận | Bàn | Câu lạc bộ      |
| -- | -- | ---------------------- | -------------------------- | ---- | --- | --------------- |
| 1  | TM | Alejandro Santomé      | 14 tháng 4, 1998 (17 tuổi) | 8    | 0   | Atlético Madrid |
| 2  | HV | José María Amo         | 9 tháng 4, 1998 (17 tuổi)  | 11   | 2   | Sevilla         |
| 3  | HV | Marc Cucurella         | 22 tháng 7, 1998 (16 tuổi) | 11   | 2   | Barcelona       |
| 4  | HV | Álex Martín            | 25 tháng 1, 1998 (17 tuổi) | 9    | 0   | Real Madrid     |
| 5  | HV | Ismael Aizpiri         | 7 tháng 2, 1998 (17 tuổi)  | 0    | 0   | Sporting Gijón  |
| 6  | TV | Carles Aleñá           | 5 tháng 1, 1998 (17 tuổi)  | 11   | 2   | Barcelona       |
| 7  | TĐ | Dani Olmo              | 7 tháng 5, 1998 (16 tuổi)  | 4    | 1   | Dinamo Zagreb   |
| 8  | TV | Fran Villalba          | 11 tháng 5, 1998 (16 tuổi) | 12   | 2   | Valencia        |
| 9  | TĐ | Kuki Zalazar           | 5 tháng 5, 1998 (17 tuổi)  | 12   | 5   | Málaga          |
| 10 | TĐ | Carles Pérez           | 16 tháng 2, 1998 (17 tuổi) | 9    | 4   | Barcelona       |
| 11 | TV | Óscar Arnaiz           | 28 tháng 6, 1998 (16 tuổi) | 2    | 1   | Real Madrid     |
| 12 | HV | Jon Sillero            | 24 tháng 5, 1998 (16 tuổi) | 9    | 0   | Athletic Bilbao |
| 13 | TM | Ignacio Peña           | 2 tháng 3, 1999 (16 tuổi)  | 0    | 0   | Barcelona       |
| 14 | TV | Pepelu                 | 11 tháng 8, 1998 (16 tuổi) | 11   | 2   | Levante         |
| 15 | TV | Antonio Moya Vega      | 20 tháng 3, 1998 (17 tuổi) | 4    | 0   | Atlético Madrid |
| 16 | HV | Dani Morer             | 5 tháng 2, 1998 (17 tuổi)  | 6    | 0   | Barcelona       |
| 17 | TĐ | Rubén Fernández        | 7 tháng 4, 1998 (17 tuổi)  | 9    | 1   | Atlético Madrid |
| 19 | TĐ | Francisco José Navarro | 3 tháng 2, 1998 (17 tuổi)  | 9    | 1   | Valencia        |

## Bảng B

### Bỉ
Huấn luyện viên:  Bob Browaeys

| Số | VT | Cầu thủ                | Ngày sinh (tuổi)            | Trận | Bàn | Câu lạc bộ        |
| -- | -- | ---------------------- | --------------------------- | ---- | --- | ----------------- |
| 1  | TM | Jens Teunckens         | 30 tháng 1, 1998 (17 tuổi)  | 9    | 0   | Club Brugge       |
| 2  | HV | Kino Delorge           | 5 tháng 1, 1998 (17 tuổi)   | 10   | 0   | Genk              |
| 3  | TV | Rubin Seigers          | 11 tháng 1, 1998 (17 tuổi)  | 7    | 0   | Genk              |
| 4  | HV | Wout Faes              | 3 tháng 4, 1998 (17 tuổi)   | 16   | 0   | Anderlecht        |
| 5  | HV | Christophe Janssens    | 9 tháng 3, 1998 (17 tuổi)   | 10   | 1   | Club Brugge       |
| 6  | TV | Matisse Thuys          | 24 tháng 1, 1998 (17 tuổi)  | 11   | 1   | Genk              |
| 7  | TV | Ismail Azzaoui         | 6 tháng 1, 1998 (17 tuổi)   | 8    | 3   | Tottenham Hotspur |
| 8  | TV | Alper Ademoglu         | 10 tháng 4, 1998 (17 tuổi)  | 6    | 2   | Anderlecht        |
| 9  | TĐ | Dennis Van Vaerenbergh | 26 tháng 6, 1998 (16 tuổi)  | 12   | 6   | Club Brugge       |
| 10 | TV | Orel Mangala           | 18 tháng 3, 1998 (17 tuổi)  | 8    | 2   | Anderlecht        |
| 11 | TV | Lennerd Daneels        | 10 tháng 4, 1998 (17 tuổi)  | 16   | 5   | PSV Eindhoven     |
| 12 | TM | Gaetan Coucke          | 3 tháng 11, 1998 (16 tuổi)  | 3    | 0   | Genk              |
| 13 | HV | Dries Caignau          | 8 tháng 1, 1998 (17 tuổi)   | 8    | 0   | Gent              |
| 14 | HV | Siebe Horemans         | 2 tháng 6, 1998 (16 tuổi)   | 5    | 0   | Gent              |
| 15 | TV | Dante Rigo             | 11 tháng 12, 1998 (16 tuổi) | 3    | 0   | PSV Eindhoven     |
| 16 | TĐ | Nelson Azevedo-Janelas | 12 tháng 2, 1998 (17 tuổi)  | 4    | 0   | Anderlecht        |
| 17 | TĐ | Jorn Vancamp           | 28 tháng 10, 1998 (16 tuổi) | 10   | 1   | Anderlecht        |
| 18 | TV | Matthias Verreth       | 20 tháng 2, 1998 (17 tuổi)  | 23   | 5   | PSV Eindhoven     |

Nguồn:

### Cộng hòa Séc
Huấn luyện viên:  Václav Černý

| Số | VT | Cầu thủ         | Ngày sinh (tuổi)            | Trận | Bàn | Câu lạc bộ        |
| -- | -- | --------------- | --------------------------- | ---- | --- | ----------------- |
| 1  | TM | Filip Truksa    | 3 tháng 7, 1998 (16 tuổi)   |      |     | FK Mladá Boleslav |
| 2  | HV | Denis Granečný  | 7 tháng 9, 1998 (16 tuổi)   |      |     | FC Baník Ostrava  |
| 3  | HV | Libor Holík     | 12 tháng 5, 1998 (16 tuổi)  |      |     | 1. FC Slovácko    |
| 4  | HV | Marek Richter   | 23 tháng 5, 1998 (16 tuổi)  |      |     | FK Teplice        |
| 5  | HV | Daniel Köstl    | 23 tháng 5, 1998 (16 tuổi)  |      |     | AC Sparta Prague  |
| 6  | TV | Michal Sadílek  | 31 tháng 5, 1999 (15 tuổi)  |      |     | 1. FC Slovácko    |
| 7  | TĐ | Antonín Vaníček | 22 tháng 4, 1998 (17 tuổi)  |      |     | Bohemians 1905    |
| 8  | TĐ | Ondřej Lingr    | 7 tháng 10, 1998 (16 tuổi)  |      |     | MFK Karviná       |
| 9  | TV | Marcel Čermák   | 25 tháng 11, 1998 (16 tuổi) |      |     | SK Slavia Prague  |
| 10 | TĐ | Ondřej Šašinka  | 21 tháng 3, 1998 (17 tuổi)  |      |     | FC Baník Ostrava  |
| 11 | TV | Dominik Breda   | 27 tháng 2, 1998 (17 tuổi)  |      |     | FC Hradec Králové |
| 13 | TV | Alex Král       | 19 tháng 5, 1998 (16 tuổi)  |      |     | SK Slavia Prague  |
| 15 | HV | Daniel Souček   | 18 tháng 7, 1998 (16 tuổi)  |      |     | SK Slavia Prague  |
| 16 | TM | Martin Jedlička | 24 tháng 1, 1998 (17 tuổi)  |      |     | 1. FK Příbram     |
| 17 | HV | Tomáš Balvín    | 13 tháng 5, 1998 (16 tuổi)  |      |     | AC Sparta Prague  |
| 18 | TV | Ondřej Žežulka  | 25 tháng 9, 1998 (16 tuổi)  |      |     | SK Slavia Prague  |
| 19 | TĐ | Daniel Turyna   | 26 tháng 2, 1998 (17 tuổi)  |      |     | AC Sparta Prague  |
| 20 | HV | Matěj Chaluš    | 2 tháng 2, 1998 (17 tuổi)   |      |     | Bohemians 1905    |

Nguồn:

### Đức
Huấn luyện viên:  Christian Wück
| Số | VT | Cầu thủ             | Ngày sinh (tuổi)           | Trận | Bàn | Câu lạc bộ          |
| -- | -- | ------------------- | -------------------------- | ---- | --- | ------------------- |
| 1  | TM | Constantin Frommann | 27 tháng 5, 1998 (16 tuổi) | 8    | 0   | SC Freiburg         |
| 2  | TV | Felix Passlack      | 29 tháng 5, 1998 (16 tuổi) | 10   | 2   | Borussia Dortmund   |
| 3  | HV | Dženis Burnić       | 22 tháng 5, 1998 (16 tuổi) | 7    | 0   | VfB Stuttgart       |
| 4  | TV | Gökhan Gül          | 17 tháng 7, 1998 (16 tuổi) | 10   | 2   | Fortuna Düsseldorf  |
| 5  | HV | Erdinc Karakas      | 23 tháng 3, 1998 (17 tuổi) | 10   | 1   | FC Schalke 04       |
| 6  | HV | Joel Abu Hanna      | 22 tháng 1, 1998 (17 tuổi) | 6    | 0   | Bayer 04 Leverkusen |
| 7  | TV | Dennis Geiger       | 10 tháng 6, 1998 (16 tuổi) | 3    | 0   | 1899 Hoffenheim     |
| 8  | TV | Niklas Dorsch       | 15 tháng 1, 1998 (17 tuổi) | 10   | 0   | Bayern München      |
| 9  | TĐ | Johannes Eggestein  | 8 tháng 5, 1998 (16 tuổi)  | 10   | 5   | Werder Bremen       |
| 10 | TV | Niklas Schmidt      | 1 tháng 3, 1998 (17 tuổi)  | 9    | 5   | Werder Bremen       |
| 11 | TĐ | Mats Köhlert        | 2 tháng 5, 1998 (17 tuổi)  | 7    | 1   | Hamburger SV        |
| 12 | TM | Markus Schubert     | 12 tháng 6, 1998 (16 tuổi) | 2    | 0   | Dynamo Dresden      |
| 13 | HV | Daniel Nesseler     | 15 tháng 3, 1998 (17 tuổi) | 9    | 0   | Bayer 04 Leverkusen |
| 14 | TV | Görkem Saglam       | 11 tháng 4, 1998 (17 tuổi) | 10   | 3   | VfL Bochum          |
| 15 | TV | Salih Özcan         | 11 tháng 1, 1998 (17 tuổi) | 5    | 0   | 1. FC Köln          |
| 16 | TĐ | Janni Serra         | 13 tháng 3, 1998 (17 tuổi) | 5    | 0   | Borussia Dortmund   |
| 17 | HV | Enes Akyol          | 16 tháng 2, 1998 (17 tuổi) | 11   | 0   | Hertha BSC          |
| 18 | HV | Jonas Busam         | 3 tháng 5, 1998 (17 tuổi)  | 8    | 0   | SC Freiburg         |
| 20 | TV | Vitaly Janelt1      | 10 tháng 5, 1998 (16 tuổi) | 9    | 2   | RB Leipzig          |

1. ^ Vitaly Janelt được triệu tập vào giải đấu vì chấn thương của Niklas Dorsch.
Nguồn:

### Slovenia
Huấn luyện viên:  Igor Benedejčič
| Số | VT | Cầu thủ             | Ngày sinh (tuổi)            | Trận | Bàn | Câu lạc bộ  |
| -- | -- | ------------------- | --------------------------- | ---- | --- | ----------- |
| 1  | TM | Rok Vodišek         | 5 tháng 12, 1998 (16 tuổi)  |      |     | Olimpija    |
| 2  | HV | Sandi Čoralič       | 12 tháng 2, 1998 (17 tuổi)  |      |     | Olimpija    |
| 3  | HV | Sven Karič          | 7 tháng 3, 1998 (17 tuổi)   |      |     | Maribor     |
| 4  | HV | Sandi Ogrinec       | 5 tháng 6, 1998 (16 tuổi)   |      |     | Bravo       |
| 5  | TĐ | Oskar Cvjetičanin   | 26 tháng 4, 1998 (17 tuổi)  |      |     | Southampton |
| 6  | HV | Luka Guček          | 29 tháng 1, 1998 (17 tuổi)  |      |     | Krško       |
| 7  | TĐ | Jakob Novak         | 4 tháng 3, 1998 (17 tuổi)   |      |     | Olimpija    |
| 8  | TV | Dejan Petrovič      | 12 tháng 1, 1998 (17 tuổi)  |      |     | Aluminij    |
| 9  | TĐ | Jan Mlakar          | 23 tháng 10, 1998 (16 tuổi) |      |     | Fiorentina  |
| 10 | TV | Vitja Valenčič      | 12 tháng 3, 1998 (17 tuổi)  |      |     | Olimpija    |
| 11 | TĐ | Timi Elšnik         | 29 tháng 4, 1998 (17 tuổi)  |      |     | Aluminij    |
| 12 | TM | Igor Vekič          | 6 tháng 5, 1998 (17 tuổi)   |      |     | Bravo       |
| 13 | TĐ | Gaber Petrić        | 11 tháng 5, 1998 (16 tuổi)  |      |     | Domžale     |
| 14 | TĐ | Kristjan Sredojevič | 21 tháng 6, 1998 (16 tuổi)  |      |     | Triglav     |
| 16 | TV | Janez Pišek         | 4 tháng 5, 1998 (17 tuổi)   |      |     | Celje       |
| 17 | HV | Matija Rom          | 1 tháng 11, 1998 (16 tuổi)  |      |     | Domžale     |
| 18 | HV | Rok Bužinel         | 28 tháng 3, 1998 (17 tuổi)  |      |     | Gorica      |
| 20 | TĐ | Kevin Žižek         | 21 tháng 6, 1998 (16 tuổi)  |      |     | Bravo       |

Nguồn:

## Bảng C

### Pháp
Huấn luyện viên:  Jean-Claude Giuntini
| Số | VT | Cầu thủ             | Ngày sinh (tuổi)            | Trận | Bàn | Câu lạc bộ          |
| -- | -- | ------------------- | --------------------------- | ---- | --- | ------------------- |
| 1  | TM | Luca Zidane         | 13 tháng 5, 1998 (16 tuổi)  |      |     | Real Madrid         |
| 2  | HV | Alec Georgen        | 17 tháng 9, 1998 (16 tuổi)  |      |     | Paris Saint-Germain |
| 3  | HV | Faitout Maouassa    | 6 tháng 7, 1998 (16 tuổi)   |      |     | Nancy               |
| 4  | HV | Dayot Upamecano     | 27 tháng 10, 1998 (16 tuổi) |      |     | Valenciennes        |
| 5  | HV | Mamadou Doucoure    | 21 tháng 5, 1998 (16 tuổi)  |      |     | Paris Saint-Germain |
| 6  | TV | Jean-Victor Makengo | 12 tháng 6, 1998 (16 tuổi)  |      |     | Caen                |
| 7  | TĐ | Odsonne Édouard     | 16 tháng 1, 1998 (17 tuổi)  |      |     | Paris Saint-Germain |
| 8  | TV | Timothé Cognat      | 25 tháng 1, 1998 (17 tuổi)  |      |     | Lyon                |
| 9  | TĐ | Maxime Pelican      | 12 tháng 5, 1998 (16 tuổi)  |      |     | Toulouse            |
| 10 | TV | Bilal Boutobba      | 29 tháng 8, 1998 (16 tuổi)  |      |     | Marseille           |
| 11 | TĐ | Jonathan Ikoné      | 2 tháng 5, 1998 (17 tuổi)   |      |     | Paris Saint-Germain |
| 12 | TV | Jeff Reine-Adélaïde | 17 tháng 1, 1998 (17 tuổi)  |      |     | Lens                |
| 13 | TĐ | Jordan Rambaud      | 16 tháng 3, 1998 (17 tuổi)  |      |     | Guingamp            |
| 14 | HV | Issa Samba          | 29 tháng 1, 1998 (17 tuổi)  |      |     | Auxerre             |
| 15 | HV | Bradlay Danger      | 29 tháng 1, 1998 (17 tuổi)  |      |     | Le Havre            |
| 16 | TM | Numan Bostan        | 31 tháng 1, 1998 (17 tuổi)  |      |     | Toulouse            |
| 17 | TV | Nicolas Janvier     | 11 tháng 8, 1998 (16 tuổi)  |      |     | Rennes              |
| 18 | TV | Jean Ruiz           | 6 tháng 4, 1998 (17 tuổi)   |      |     | Sochaux             |

Nguồn:

### Hi Lạp
Huấn luyện viên:  Vassilis Georgopoulos
| Số | VT | Cầu thủ                   | Ngày sinh (tuổi)            | Trận | Bàn | Câu lạc bộ      |
| -- | -- | ------------------------- | --------------------------- | ---- | --- | --------------- |
| 1  | TM | Chrysostomos Iakovidis    | 30 tháng 7, 1998 (16 tuổi)  |      |     | Aris            |
| 2  | HV | Polykarpos Liaptsis       | 12 tháng 3, 1998 (17 tuổi)  |      |     | PAOK            |
| 3  | HV | Alexandros Katranis       | 4 tháng 5, 1998 (17 tuổi)   |      |     | Atromitos       |
| 4  | HV | Stefanos Evangelou        | 12 tháng 5, 1998 (16 tuổi)  |      |     | Panionios       |
| 5  | HV | Dimitris Nikolaou         | 13 tháng 8, 1998 (16 tuổi)  |      |     | Olympiacos      |
| 6  | TV | Spyros Natsos             | 9 tháng 6, 1998 (16 tuổi)   |      |     | Atromitos       |
| 7  | TĐ | Dimitris Limnios          | 27 tháng 5, 1998 (16 tuổi)  |      |     | Atromitos       |
| 8  | TV | Stathis Lamprou           | 20 tháng 9, 1998 (16 tuổi)  |      |     | Olympiacos      |
| 9  | TĐ | Ioannis Tsingas           | 18 tháng 5, 1999 (15 tuổi)  |      |     | FC Schalke 04   |
| 10 | TV | Theodoros Mingos          | 6 tháng 2, 1998 (17 tuổi)   |      |     | Panathinaikos   |
| 11 | TĐ | Kostas Kirtzialidis       | 23 tháng 3, 1998 (17 tuổi)  |      |     | Olympiacos      |
| 12 | TM | Marios Siampanis          | 28 tháng 9, 1999 (15 tuổi)  |      |     | PAOK            |
| 14 | TV | Nikos Karamitos           | 14 tháng 7, 1998 (16 tuổi)  |      |     | Asteras Tripoli |
| 15 | TV | Vangelis Pavlidis         | 21 tháng 11, 1998 (16 tuổi) |      |     | VfL Bochum      |
| 16 | HV | Panagiotis Retsos         | 9 tháng 8, 1998 (16 tuổi)   |      |     | Olympiacos      |
| 17 | HV | Antonios Fouasis          | 13 tháng 6, 1998 (16 tuổi)  |      |     | Olympiacos      |
| 18 | HV | Stergios Dodontsakis      | 23 tháng 11, 1998 (16 tuổi) |      |     | PAOK            |
| 19 | TV | Konstantinos Chatzidimpas | 12 tháng 5, 1998 (16 tuổi)  |      |     | PAOK            |

### Nga
Huấn luyện viên:  Mikhail Galaktionov
| Số | VT | Cầu thủ               | Ngày sinh (tuổi)           | Trận | Bàn | Câu lạc bộ             |
| -- | -- | --------------------- | -------------------------- | ---- | --- | ---------------------- |
| 1  | TM | Denis Adamov          | 20 tháng 2, 1998 (17 tuổi) |      |     | Krasnodar              |
| 2  | HV | Andrei Kudryavtsev    | 6 tháng 11, 1998 (16 tuổi) |      |     | DYuSSh Smena-Zenit     |
| 3  | HV | Konstantin Kotov      | 25 tháng 6, 1998 (16 tuổi) |      |     | Zenit Saint Petersburg |
| 4  | HV | Nikita Kalugin        | 12 tháng 3, 1998 (17 tuổi) |      |     | Dynamo Moscow          |
| 5  | HV | Aleksei Tatayev       | 8 tháng 10, 1998 (16 tuổi) |      |     | Krasnodar              |
| 6  | TV | Ivan Galanin          | 5 tháng 6, 1998 (16 tuổi)  |      |     | Lokomotiv Moscow       |
| 7  | HV | Danil Krugovoy        | 28 tháng 5, 1998 (16 tuổi) |      |     | Zenit Saint Petersburg |
| 8  | TV | Georgi Makhatadze     | 26 tháng 3, 1998 (17 tuổi) |      |     | Lokomotiv Moscow       |
| 9  | TĐ | Artyom Galadzhan      | 22 tháng 5, 1998 (16 tuổi) |      |     | Lokomotiv Moscow       |
| 10 | TV | Boris Tsygankov       | 17 tháng 4, 1998 (17 tuổi) |      |     | Spartak Moscow         |
| 11 | HV | Aleksandr Lomovitskiy | 27 tháng 1, 1998 (17 tuổi) |      |     | Spartak Moscow         |
| 12 | TM | Aleksandr Maksimenko  | 19 tháng 3, 1998 (17 tuổi) |      |     | Spartak Moscow         |
| 13 | TĐ | Yegor Denisov         | 6 tháng 2, 1998 (17 tuổi)  |      |     | Zenit Saint Petersburg |
| 14 | TV | Artyom Selyukov       | 16 tháng 3, 1998 (17 tuổi) |      |     | Chertanovo             |
| 15 | TĐ | Vladislav Bragin      | 25 tháng 1, 1998 (17 tuổi) |      |     | Krasnodar              |
| 16 | TV | Dmitri Pletnyov       | 16 tháng 1, 1998 (17 tuổi) |      |     | Zenit Saint Petersburg |
| 17 | TV | Mikhail Lysov         | 29 tháng 1, 1998 (17 tuổi) |      |     | Lokomotiv Moscow       |
| 18 | HV | Amir Gavrilov         | 13 tháng 6, 1998 (16 tuổi) |      |     | Rubin Kazan            |

### Scotland
Huấn luyện viên:  Scot Gemmill
| Số | VT | Cầu thủ         | Ngày sinh (tuổi)            | Trận | Bàn | Câu lạc bộ    |
| -- | -- | --------------- | --------------------------- | ---- | --- | ------------- |
| 1  | TM | Robby McCrorie  | 18 tháng 3, 1998 (17 tuổi)  |      |     | Rangers       |
| 2  | HV | Mark Finlayson  | 30 tháng 5, 1998 (16 tuổi)  |      |     | Falkirk       |
| 3  | HV | Ross McCrorie   | 18 tháng 3, 1998 (17 tuổi)  |      |     | Rangers       |
| 4  | HV | Tom McIntyre    | 6 tháng 11, 1998 (16 tuổi)  |      |     | Reading       |
| 5  | HV | Daniel Harvie   | 14 tháng 7, 1998 (16 tuổi)  |      |     | Aberdeen      |
| 6  | TV | Liam Burt       | 1 tháng 2, 1999 (16 tuổi)   |      |     | Rangers       |
| 7  | TĐ | Jack Aitchison  | 5 tháng 3, 2000 (15 tuổi)   |      |     | Celtic        |
| 8  | TV | Mark Hill       | 10 tháng 7, 1998 (16 tuổi)  |      |     | Celtic        |
| 9  | TĐ | Calvin Miller   | 9 tháng 1, 1998 (17 tuổi)   |      |     | Celtic        |
| 10 | TV | Frank Ross      | 18 tháng 2, 1998 (17 tuổi)  |      |     | Aberdeen      |
| 11 | TĐ | Zak Rudden      | 6 tháng 2, 2000 (15 tuổi)   |      |     | Rangers       |
| 12 | TM | Ross Doohan     | 29 tháng 3, 1998 (17 tuổi)  |      |     | Celtic        |
| 13 | TV | Iain Wilson     | 1 tháng 6, 1998 (16 tuổi)   |      |     | Kilmarnock    |
| 14 | TV | Regan Hendry    | 21 tháng 1, 1998 (17 tuổi)  |      |     | Celtic        |
| 15 | TV | Lewis Morrison  | 12 tháng 3, 1999 (16 tuổi)  |      |     | Kilmarnock    |
| 16 | TV | Harry Souttar   | 22 tháng 10, 1998 (16 tuổi) |      |     | Dundee United |
| 17 | TV | Glenn Middleton | 1 tháng 10, 1998 (16 tuổi)  |      |     | Norwich City  |
| 18 | HV | Daniel Higgins  | 8 tháng 4, 1998 (17 tuổi)   |      |     | Celtic        |

Nguồn:

## Bảng D

### Anh
Huấn luyện viên:  John Peacock
| Số | VT | Cầu thủ                | Ngày sinh (tuổi)            | Trận | Bàn | Câu lạc bộ        |
| -- | -- | ---------------------- | --------------------------- | ---- | --- | ----------------- |
| 1  | TM | Paul Woolston          | 14 tháng 8, 1998 (16 tuổi)  |      |     | Newcastle United  |
| 2  | HV | James Yates            | 3 tháng 4, 1998 (17 tuổi)   |      |     | Everton           |
| 3  | HV | Jay Dasilva            | 22 tháng 4, 1998 (17 tuổi)  |      |     | Chelsea           |
| 4  | TV | Tom Davies             | 30 tháng 6, 1998 (16 tuổi)  |      |     | Everton           |
| 6  | HV | Danny Collinge         | 9 tháng 4, 1998 (17 tuổi)   |      |     | VfB Stuttgart     |
| 5  | HV | Reece Oxford           | 16 tháng 12, 1998 (16 tuổi) |      |     | West Ham United   |
| 7  | TV | Nathan Holland         | 19 tháng 6, 1998 (16 tuổi)  |      |     | Everton           |
| 8  | TV | Daniel Wright          | 4 tháng 1, 1998 (17 tuổi)   |      |     | Sunderland        |
| 9  | TĐ | Ike Ugbo               | 12 tháng 9, 1998 (16 tuổi)  |      |     | Chelsea           |
| 10 | TV | Marcus Edwards         | 20 tháng 12, 1998 (16 tuổi) |      |     | Tottenham Hotspur |
| 11 | TV | Chris Willock          | 31 tháng 1, 1998 (17 tuổi)  |      |     | Arsenal           |
| 12 | HV | Tayo Edun              | 14 tháng 5, 1998 (16 tuổi)  |      |     | Fulham            |
| 13 | TM | Will Huffer            | 30 tháng 10, 1998 (16 tuổi) |      |     | Leeds United      |
| 14 | TV | Trent Alexander-Arnold | 7 tháng 10, 1998 (16 tuổi)  |      |     | Liverpool         |
| 15 | HV | Easah Suliman          | 26 tháng 1, 1998 (17 tuổi)  |      |     | Aston Villa       |
| 16 | TĐ | Stephy Mavididi        | 31 tháng 5, 1998 (16 tuổi)  |      |     | Arsenal           |
| 17 | TĐ | Layton Ndukwu          | 24 tháng 4, 1998 (17 tuổi)  |      |     | Leicester City    |
| 18 | TV | Herbie Kane            | 23 tháng 11, 1998 (16 tuổi) |      |     | Liverpool         |

### Ý
Huấn luyện viên:  Bruno Tedino
| Số | VT | Cầu thủ                | Ngày sinh (tuổi)           | Trận | Bàn | Câu lạc bộ     |
| -- | -- | ---------------------- | -------------------------- | ---- | --- | -------------- |
| 1  | TM | Gianluigi Donnarumma   | 25 tháng 2, 1999 (16 tuổi) |      |     | Milan          |
| 2  | HV | Giuseppe Scalera       | 26 tháng 1, 1998 (17 tuổi) |      |     | Bari           |
| 3  | HV | Federico Giraudo       | 11 tháng 8, 1998 (16 tuổi) |      |     | Torino         |
| 4  | HV | Alessandro Mattioli    | 13 tháng 2, 1998 (17 tuổi) |      |     | Internazionale |
| 5  | HV | Andrea Malberti        | 10 tháng 4, 1998 (17 tuổi) |      |     | Milan          |
| 6  | HV | Andres Llamas Acuna    | 7 tháng 5, 1998 (16 tuổi)  |      |     | Milan          |
| 7  | HV | Luca Coccolo           | 23 tháng 2, 1998 (17 tuổi) |      |     | Juventus       |
| 8  | TV | Edoardo Degl'Innocenti | 7 tháng 8, 1998 (16 tuổi)  |      |     | Fiorentina     |
| 9  | TV | Filippo Melegoni       | 18 tháng 2, 1999 (16 tuổi) |      |     | Atalanta       |
| 10 | TV | Manuel Locatelli       | 8 tháng 1, 1998 (17 tuổi)  |      |     | Milan          |
| 11 | TV | Mattia El Hilali       | 20 tháng 1, 1998 (17 tuổi) |      |     | Milan          |
| 12 | TM | Tommaso Cucchietti     | 24 tháng 1, 1998 (17 tuổi) |      |     | Torino         |
| 13 | TV | Luca Matarese          | 16 tháng 4, 1998 (17 tuổi) |      |     | Genoa          |
| 14 | TV | Alessandro Eleuteri    | 8 tháng 6, 1998 (16 tuổi)  |      |     | Juventus       |
| 15 | TĐ | Simone Lo Faso         | 18 tháng 2, 1998 (17 tuổi) |      |     | Palermo        |
| 16 | TĐ | Patrick Cutrone        | 3 tháng 1, 1998 (17 tuổi)  |      |     | Milan          |
| 17 | TĐ | Gianluca Scamacca      | 1 tháng 1, 1999 (16 tuổi)  |      |     | PSV Eindhoven  |
| 18 | TĐ | Simone Mazzocchi       | 17 tháng 8, 1998 (16 tuổi) |      |     | Atalanta       |

### Hà Lan
Huấn luyện viên:  Maarten Stekelenburg
| Số | VT | Cầu thủ             | Ngày sinh (tuổi)            | Trận | Bàn | Câu lạc bộ        |
| -- | -- | ------------------- | --------------------------- | ---- | --- | ----------------- |
| 1  | TM | Justin Bijlow       | 22 tháng 1, 1998 (17 tuổi)  |      |     | Feyenoord         |
| 2  | HV | Giovanni Troupée    | 20 tháng 3, 1998 (17 tuổi)  |      |     | Utrecht           |
| 3  | HV | Timothy Fosu-Mensah | 2 tháng 1, 1998 (17 tuổi)   |      |     | Manchester United |
| 4  | HV | Mats Knoester       | 19 tháng 11, 1998 (16 tuổi) |      |     | Feyenoord         |
| 5  | HV | Rick van Drongelen  | 20 tháng 12, 1998 (16 tuổi) |      |     | Sparta Rotterdam  |
| 6  | TV | Reda Boultam        | 3 tháng 3, 1998 (17 tuổi)   |      |     | Ajax              |
| 7  | TĐ | Rashaan Fernandes   | 29 tháng 7, 1998 (16 tuổi)  |      |     | Feyenoord         |
| 8  | TV | Carel Eiting        | 11 tháng 2, 1998 (17 tuổi)  |      |     | Ajax              |
| 9  | TĐ | Nigel Robertha      | 13 tháng 2, 1998 (17 tuổi)  |      |     | Feyenoord         |
| 10 | TV | Teun Bijleveld      | 27 tháng 5, 1998 (16 tuổi)  |      |     | AZ Alkmaar        |
| 11 | TĐ | Javairo Dilrosun    | 22 tháng 6, 1998 (16 tuổi)  |      |     | Manchester City   |
| 12 | TV | Dani de Wit         | 28 tháng 1, 1998 (17 tuổi)  |      |     | Ajax              |
| 13 | HV | Sherel Floranus     | 23 tháng 8, 1998 (16 tuổi)  |      |     | Sparta Rotterdam  |
| 14 | HV | Matthijs de Ligt    | 12 tháng 8, 1999 (15 tuổi)  |      |     | Ajax              |
| 15 | TV | Mink Peeters        | 28 tháng 5, 1998 (16 tuổi)  |      |     | Real Madrid       |
| 16 | TM | Thijmen Nijhuis     | 25 tháng 7, 1998 (16 tuổi)  |      |     | Utrecht           |
| 17 | TĐ | Jay-Roy Grot        | 13 tháng 3, 1998 (17 tuổi)  |      |     | N.E.C./FC Oss     |
| 18 | TĐ | Donyell Malen       | 19 tháng 1, 1999 (16 tuổi)  |      |     | Ajax              |

Nguồn:

### Cộng hòa Ireland
Huấn luyện viên:  Tom Mohan
| Số | VT | Cầu thủ           | Ngày sinh (tuổi)            | Trận | Bàn | Câu lạc bộ              |
| -- | -- | ----------------- | --------------------------- | ---- | --- | ----------------------- |
| 1  | TM | Caoimhin Kelleher | 23 tháng 11, 1998 (16 tuổi) |      |     | Liverpool               |
| 2  | HV | Corey O'Keeffe    | 5 tháng 6, 1998 (16 tuổi)   |      |     | Birmingham City         |
| 3  | TV | Jonathan Lunney   | 2 tháng 2, 1998 (17 tuổi)   |      |     | Preston North End       |
| 4  | HV | Conor Masterson   | 8 tháng 9, 1998 (16 tuổi)   |      |     | Liverpool               |
| 5  | TV | Darragh Leahy     | 15 tháng 4, 1998 (17 tuổi)  |      |     | Coventry City           |
| 6  | TV | Marcus McGuane    | 2 tháng 2, 1999 (16 tuổi)   |      |     | Arsenal                 |
| 7  | TV | Zachary Elbouzedi | 5 tháng 4, 1998 (17 tuổi)   |      |     | West Bromwich Albion    |
| 8  | TV | Conor Levingston  | 21 tháng 1, 1998 (17 tuổi)  |      |     | Wolverhampton Wanderers |
| 9  | TĐ | Joshua Barrett    | 21 tháng 6, 1998 (16 tuổi)  |      |     | Reading                 |
| 10 | TV | Connor Ronan      | 6 tháng 3, 1998 (17 tuổi)   |      |     | Wolverhampton Wanderers |
| 11 | TĐ | Trevor Clarke     | 26 tháng 3, 1998 (17 tuổi)  |      |     | St Kevin’s Boys         |
| 12 | HV | Luke Wade-Slater  | 2 tháng 3, 1998 (17 tuổi)   |      |     | St Kevin’s Boys         |
| 13 | TĐ | Jamie Gray        | 13 tháng 4, 1998 (17 tuổi)  |      |     | St Kevin’s Boys         |
| 14 | HV | Shane Hanney      | 19 tháng 2, 1998 (17 tuổi)  |      |     | Shamrock Rovers         |
| 15 | TV | Robert McCourt    | 6 tháng 4, 1998 (17 tuổi)   |      |     | West Bromwich Albion    |
| 16 | TM | David Craddock    | 30 tháng 1, 1998 (17 tuổi)  |      |     | Shelbourne              |
| 17 | TĐ | Jamie Aherne      | 8 tháng 7, 1998 (16 tuổi)   |      |     | Lucan United            |
| 18 | TV | Anthony Scully    | 19 tháng 4, 1999 (16 tuổi)  |      |     | West Ham United         |

Nguồn: